# 三氟甲磺酸五氟苯铵
三氟甲磺酸五氟苯铵是五氟苯胺的三氟甲磺酸盐，可用作羧酸酯、硫酯和内酯形成，以及酯交换反应的催化剂。它也能催化里特反应。它可由化学计量比的五氟苯胺和三氟甲磺酸反应制得：